# Florent Brard

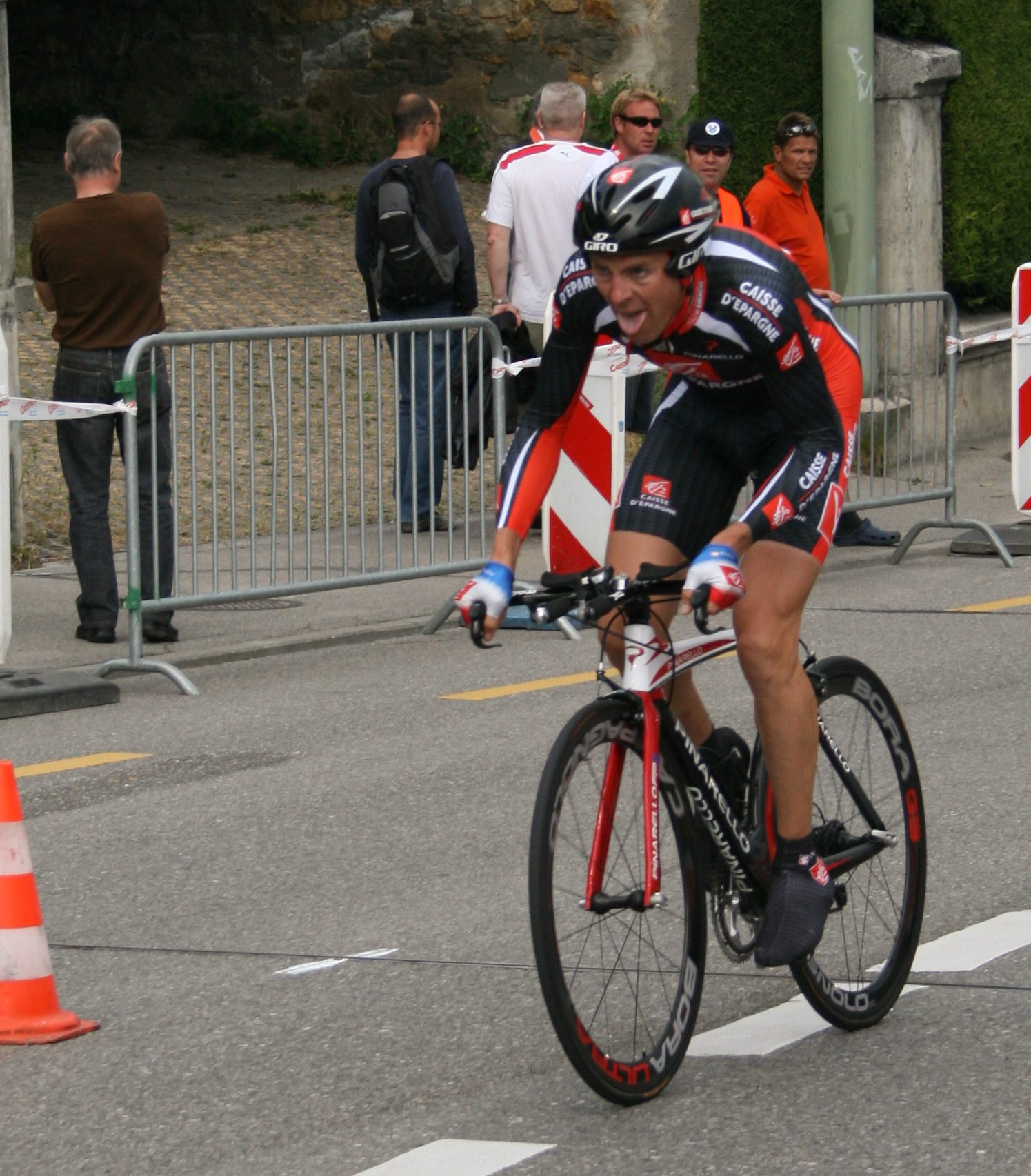
Florent Brard im Trikot von Caisse d’Epargne beim Prolog der Tour de Romandie 2007.

Florent Brard (* 7. Februar 1976 in Chambray-lès-Tours) ist ein ehemaliger französischer Radrennfahrer.
Florent Brard begann seine Profikarriere 1999 bei dem französischen Radsport-Team Festina. In seinem dritten und letzten Jahr dort war er sehr erfolgreich: Erst entschied er im Februar eine Etappe des Étoile de Bessèges für sich. Später gewann er die beiden zum Coupe de France gehörenden Eintagesrennen GP Cholet und Paris–Bourges und landete in der Gesamtwertung auf dem zweiten Platz hinter dem überragenden Laurent Brochard. Im Sommer wurde er französischer Zeitfahrmeister und startete daraufhin bei der Tour de France.
Nach einem Jahr bei Crédit Agricole wechselte er 2003 zu Marlux. 2004 konnte er sich einen Etappensieg bei Paris–Corrèze sichern. Nach einem Jahr bei dem Professional Continental Team Agritubel wechselte er 2006 zu dem spanischen UCI ProTeam Caisse d’Epargne und wurde französischer Straßenmeister.
2008 wechselte er zum französischen Team Cofidis. Ende der Saison 2009 beendete er seine aktive Karriere.

## Palmarès
1996
- Chrono des Herbiers U23

2001

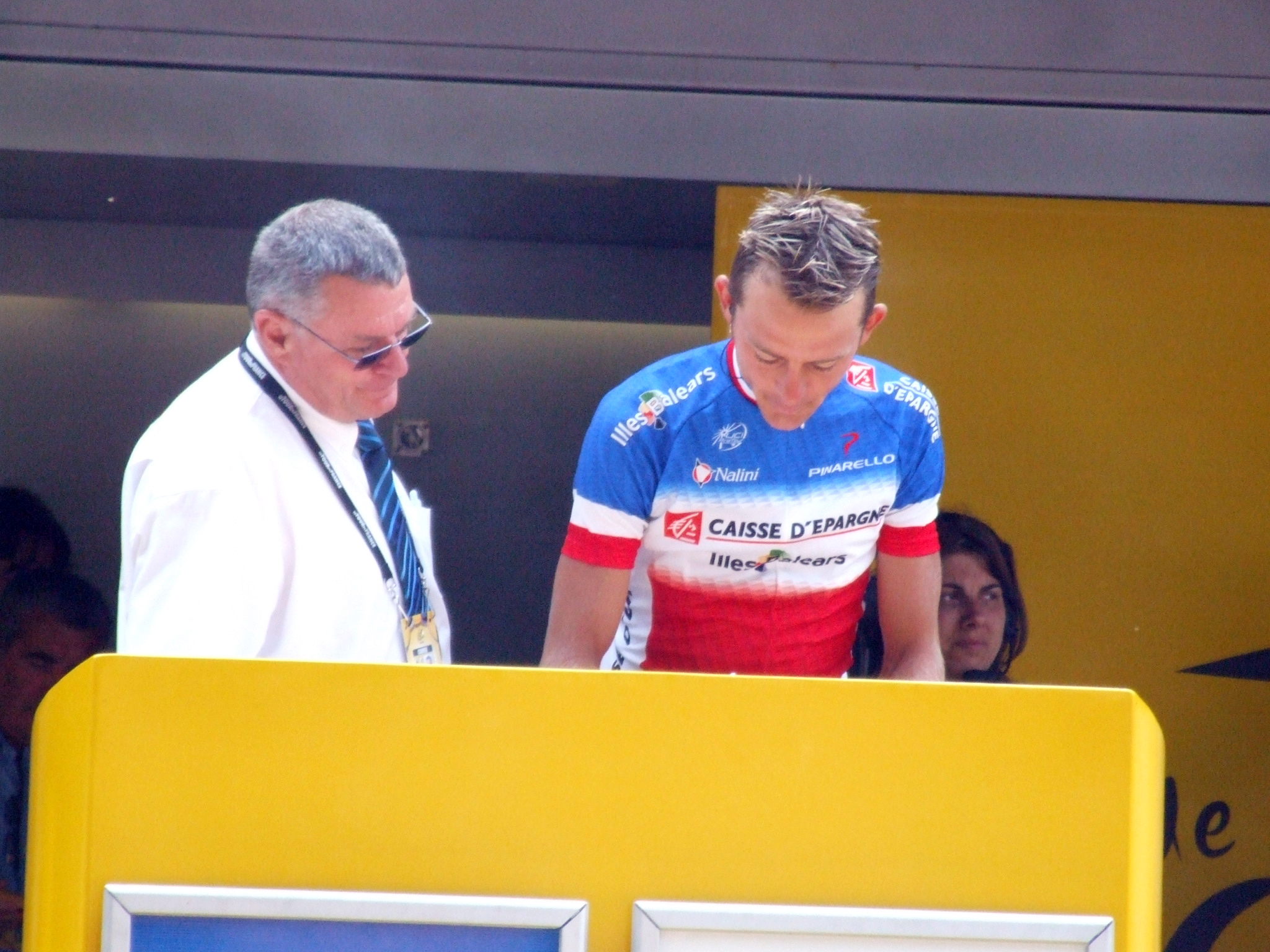
Florent Brard im Trikot des Französischen Meisters während des Einschreibens bei der Tour 2006.

- Grand Prix Cholet-Pays de la Loire
- Paris–Bourges
- Französischer Meister – Zeitfahren

2005
- Paris–Troyes

2006
- Französischer Meister – Straßenrennen

## Teams
- 1999 Festina-Lotus
- 2000–2001 Festina
- 2002 Crédit Agricole
- 2003 Marlux-Wincor-Nixdorf
- 2004 Chocolade Jacques-Wincor Nixdorf
- 2005 Agritubel-Loudun
- 2006 Caisse d’Epargne-Illes Balears
- 2007 Caisse d’Epargne
- 2008 Cofidis
- 2009 Cofidis